# Paul Berthold (Politiker)

Paul Berthold mit Wilhelmsorden, ca. 1905

Ernst Hugo Paul Berthold (* 30. Juni 1855 in Berlin; † 29. August 1917 in Blumenthal) war preußischer Landrat. Sein Wirken galt der Sozialpolitik.

## Biografie
Berthold wuchs in Magdeburg und Hannover auf. Nach seiner Schulzeit studierte er Jura und Volkswirtschaft an den Universitäten Heidelberg und Göttingen. Nach einigen Stationen in der preußischen Verwaltung kam er 1884 in den Landkreis Blumenthal und wurde dort ein Jahr später Landrat. Mit dieser Stellung war auch das Amt des Strandhauptmanns von Blumenthal und die Mitgliedschaft im hannoverschen Provinzialausschuss verbunden. Berthold sorgte für den Aufbau von Verwaltungen in den zugehörigen Gemeinden. Er betreute die Bauern bei der Urbarmachung von Ödland und beim Schutz ihrer Außerdeichsländereien.
Durch das Wachstum einiger ortsansässiger Unternehmen (u. a. die Bremer Woll-Kämmerei) stieg die Bevölkerungszahl ständig. Die dadurch hervorgerufenen Probleme ging er umfänglich an. Er förderte die Verbesserung der Verkehrsverhältnisse, gründete das dortige Kreiskrankenhaus (das spätere Klinikum Bremen-Nord) und den Spar- und Bauverein Blumenthal eGmbH (heute Teil der Gewosie). Er erhielt trotz aller Besiedlungspläne aber auch den Forst Löh als Erholungsgebiet für die Bevölkerung.
Der Verband der Baugenossenschaften Deutschlands, von ihm mitbegründet, machte ihn zu seinem Vorsitzenden.

## Ehrungen

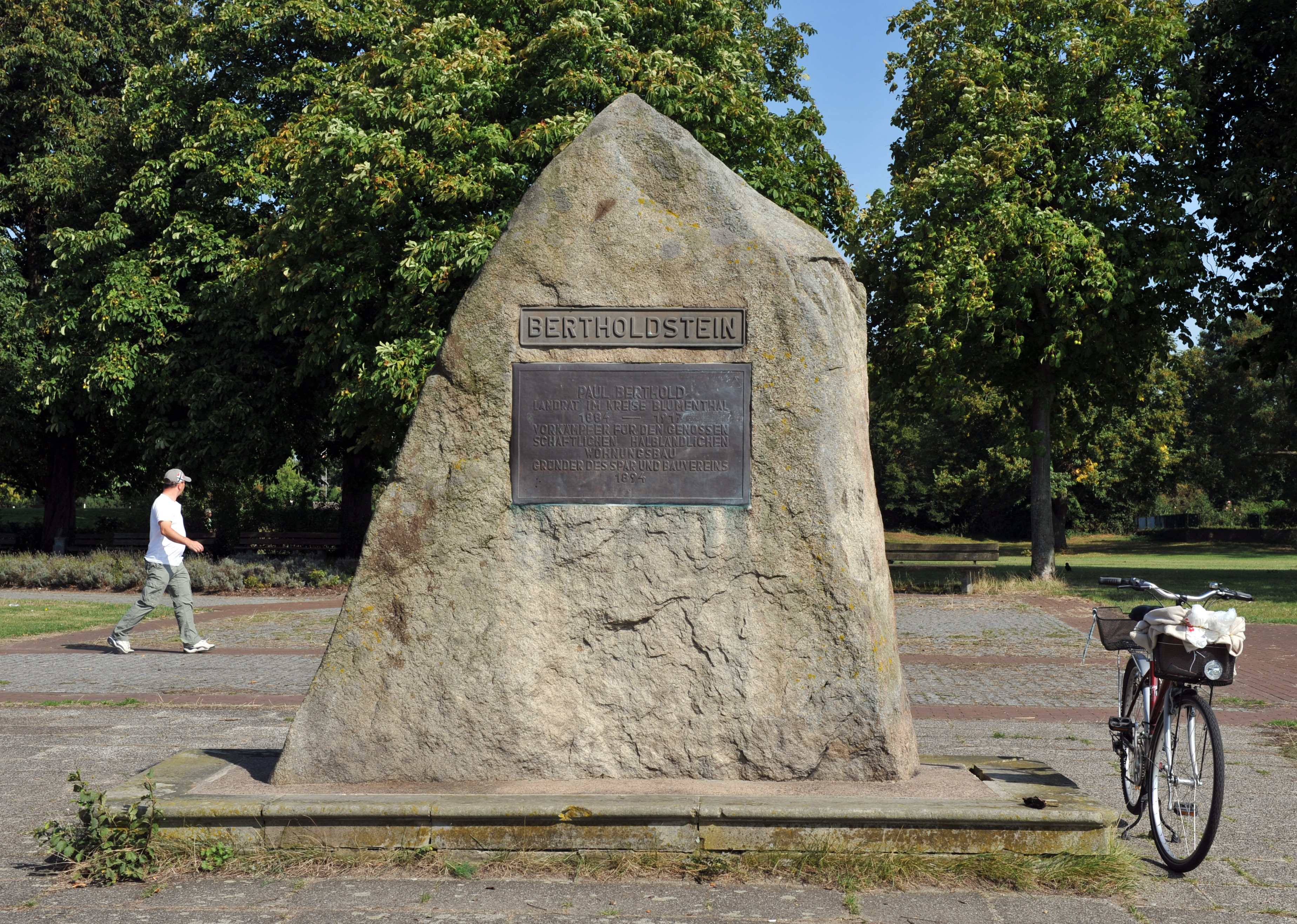
Bertholdstein

Der Kaiser verlieh ihm 1905 die höchste Auszeichnung für sozialpolitische Verdienste, den Wilhelm-Orden.
- Im Vegesacker Ortsteil Fähr-Lobbendorf ist die Berthold-Straße nach ihm benannt
- in Lüssum-Bockhorn ist die Landrat-Berthold-Straße nach ihm benannt.
- Auch die Bertholdshöhe trägt seinen Namen.
- 1961 wurde von der GEWOSIE für ihn ein Gedenkstein auf die Bahrsplate gestellt.

Bei den Mitbürgern blieb er auch nach seinem Tod als "König von Blumenthal" in Erinnerung.